# Ожегов, Матвей Иванович
Матве́й Ива́нович О́жегов (6 [18] августа 1860, Михино, Вятская губерния — 19 февраля 1934, Перово, Московская область) — русский и советский поэт-самоучка, крестьянин.

## Биография
Родился 6 (18) августа 1860 года в д. Михино (ныне — в Немском районе Кировской области) в семье плотника. Закончил местную начальную школу. Работал на сибирских золоторудных приисках, на уральских заводах и железной дороге, был бурлаком на р. Чусовой. В 1905 году был арестован за участие в забастовке на железной дороге, избит казаками и заключён в Ярославскую тюрьму.
Умер 19 февраля 1934 года в Перово.

## Творчество
Слагать песни и петь их под гармонику в детстве его научила мать. В печати опубликовал первые произведения в 1890 году (в № 33 «Московской иллюстративной газеты»), когда многие его песни уже распевались хорами песенников. Член Суриковского литературно-музыкального кружка, печатался во всех его изданиях.
Тематика песен различна: тут и раздумья крестьянина-бедняка, заброшенного в город в поисках заработка, его любовь к земле, крестьянскому труду; и любовные переживания городского мещанства и ремесленников («Безумная», «Потеряла я колечко», «Меж крутых бережков Волга-речка шумит», «Чудный месяц плывет над рекою» и др.); и песни в духе городского романса.